# 1955 у Миколаєві
| Роки в Миколаєві ← • 1901 • 1902 • 1903 • 1904 • 1905 • 1906 • 1907 • 1908 • 1909 • 1910 • 1911 • 1912 • 1913 • 1914 • 1915 • 1916 • 1917 • 1918 • 1919 • 1920 • 1921 • 1922 • 1923 • 1924 • 1925 • 1926 • 1927 • 1928 • 1929 • 1930 • 1931 • 1932 • 1933 • 1934 • 1935 • 1936 • 1937 • 1938 • 1939 • 1940 • 1941 • 1942 • 1943 • 1944 • 1945 • 1946 • 1947 • 1948 • 1949 • 1950 • 1951 • 1952 • 1953 • 1954 • 1955 • 1956 • 1957 • 1958 • 1959 • 1960 • 1961 • 1962 • 1963 • 1964 • 1965 • 1966 • 1967 • 1968 • 1969 • 1970 • 1971 • 1972 • 1973 • 1974 • 1975 • 1976 • 1977 • 1978 • 1979 • 1980 • 1981 • 1982 • 1983 • 1984 • 1985 • 1986 • 1987 • 1988 • 1989 • 1990 • 1991 • 1992 • 1993 • 1994 • 1995 • 1996 • 1997 • 1998 • 1999 • 2000 • → |

1955 у Миколаєві — список важливих подій, що відбулись у 1955 році в Миколаєві. Також подано перелік відомих осіб, пов'язаних з містом, що народились або померли цього року, отримали почесні звання від міста.

## Події

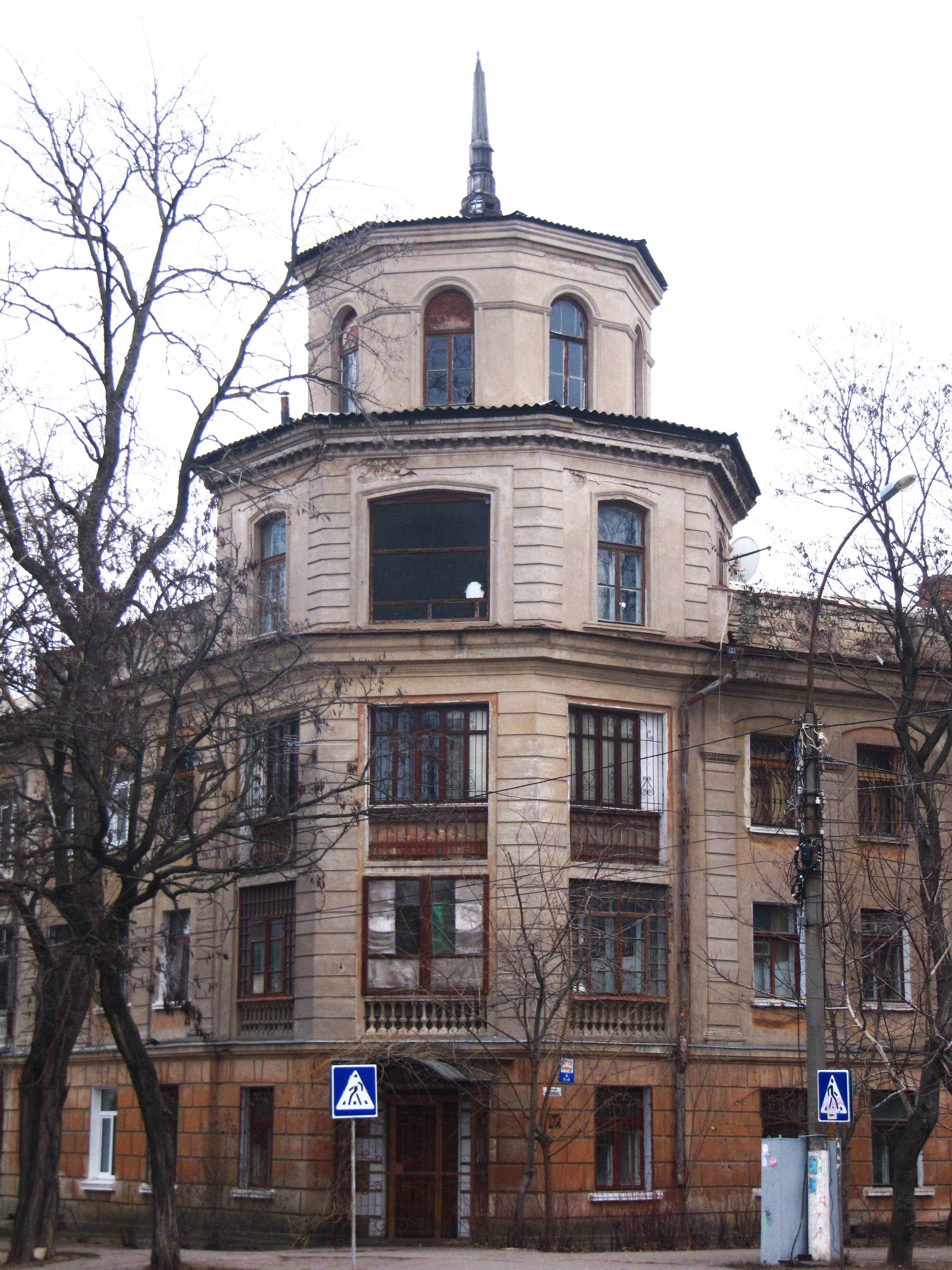
Будинок співробітників міністерства зв'язку

- Між Богоявленським проспектом і вулицею Ольшанців в Жовтневому (нині Корабельний район) на братській могилі встановлено пам'ятник воїнів-визволителів, мешканців Корабельного району.
- На розі вулиць Адмірала Макарова і Обсерваторна зведений Будинок співробітників міністерства зв'язку, що має статус щойно виявленого об'єкту культурної спадщини.
- Заснована Дитяча музична школа № 2[1].
- За проєктом архітектора Костянтина Бартошевича, в місті Жовтневому (нині Корабельний район), почалося будівництво будинку культури суднобудівного заводу «Океан»[2].

## Особи

### Очільники
- Голова виконавчого комітету Миколаївської міської ради — Григорій Сірченко.
- 1-й секретар Миколаївського міського комітету КПУ — Костянтин Каранда.

### Народились
- Барвінський Олександр Петрович (нар. 24 червня 1955, Миколаїв) — український диригент. Заслужений діяч мистецтв України.
- Брейтбург Кім Олександрович (нар. 10 лютого 1955, Львів) — радянський і російсько-український музичний продюсер, аранжувальник і композитор, звукорежисер, вокаліст. Заслужений діяч мистецтв Російської Федерації. Автор мюзиклів, музики для кіно і телебачення, композитор, що написав більше 600 пісень. Навчався у Миколаївському державному музичному училищі на відділенні теорії музики (1970—1974).
- Дудник Наталія Вадимівна (нар. 25 березня 1955, Миколаїв) — українська майстриня художнього ткацтва та педагог, член Національної спілки майстрів народного мистецтва України з 1993 року, голова Миколаївського обласного осередку Національної спілки майстрів народної творчості України з 1996 року, заслужений майстер народної творчості України
- Кіщак Іван Теодорович (нар. 8 квітня 1955) — декан факультету економіки Миколаївського національного університету імені В. О. Сухомлинського, доктор економічних наук, професор.
- Кобельник Юрій Михайлович (нар. 26 липня 1955, Миколаїв — пом. 19 листопада 2019, там само) — український тренер з фристайлу, заслужений тренер України.
- Крижановський Євген Анатолійович (нар. 6 червня 1955, Миколаїв) — білоруський гуморист, актор і головний режисер Мінського театру сатири і гумору «Христофор». Заслужений артист Республіки Білорусь.
- Малий Володимир Вікторович (нар. 28 січня 1955, Миколаїв) — радянський футболіст та український тренер, володар кубку СРСР (1980), майстер спорту СРСР (1979). Найкращий в історії бомбардир одеського СКА (91 гол в офіційних матчах чемпіонату й Кубку СРСР).
- Малий Леонід Вікторович (нар. 28 січня 1955, Миколаїв) — радянський футболіст, півзахисник, радянський та український тренер. Володар Кубка СРСР (1980 рік), Майстер спорту СРСР (1979 рік), суддя національної категорії.
- Підпала Тетяна Василівна (нар. 24 лютого 1955, село Нова Збур'ївка, Голопристанський район, Херсонська область) — український вчений у галузі тваринництва, доктор сільськогосподарських наук (2002), професор (2004), завідувач кафедри технології переробки, стандартизації і сертифікації продукції тваринництва Миколаївського національного аграрного університету.
- Пустовіт Антоніна Миколаївна (нар. 16 жовтня 1955, Корбомиколаївка, Кіровоградська область) — радянська веслувальниця (академічне веслування), майстер спорту СРСР міжнародного класу, срібний призер Олімпійських ігор 1980 у складі четвірки парної з рульовою.

### Померли
- Поярков Володимир Олександрович (нар. 1 лютого 1920, Миколаїв — пом. 10 вересня 1955, Одеса) — Герой Радянського Союзу (09.10.1943), командир батареї, гвардії старший лейтенант.